# 在間島日本総領事館

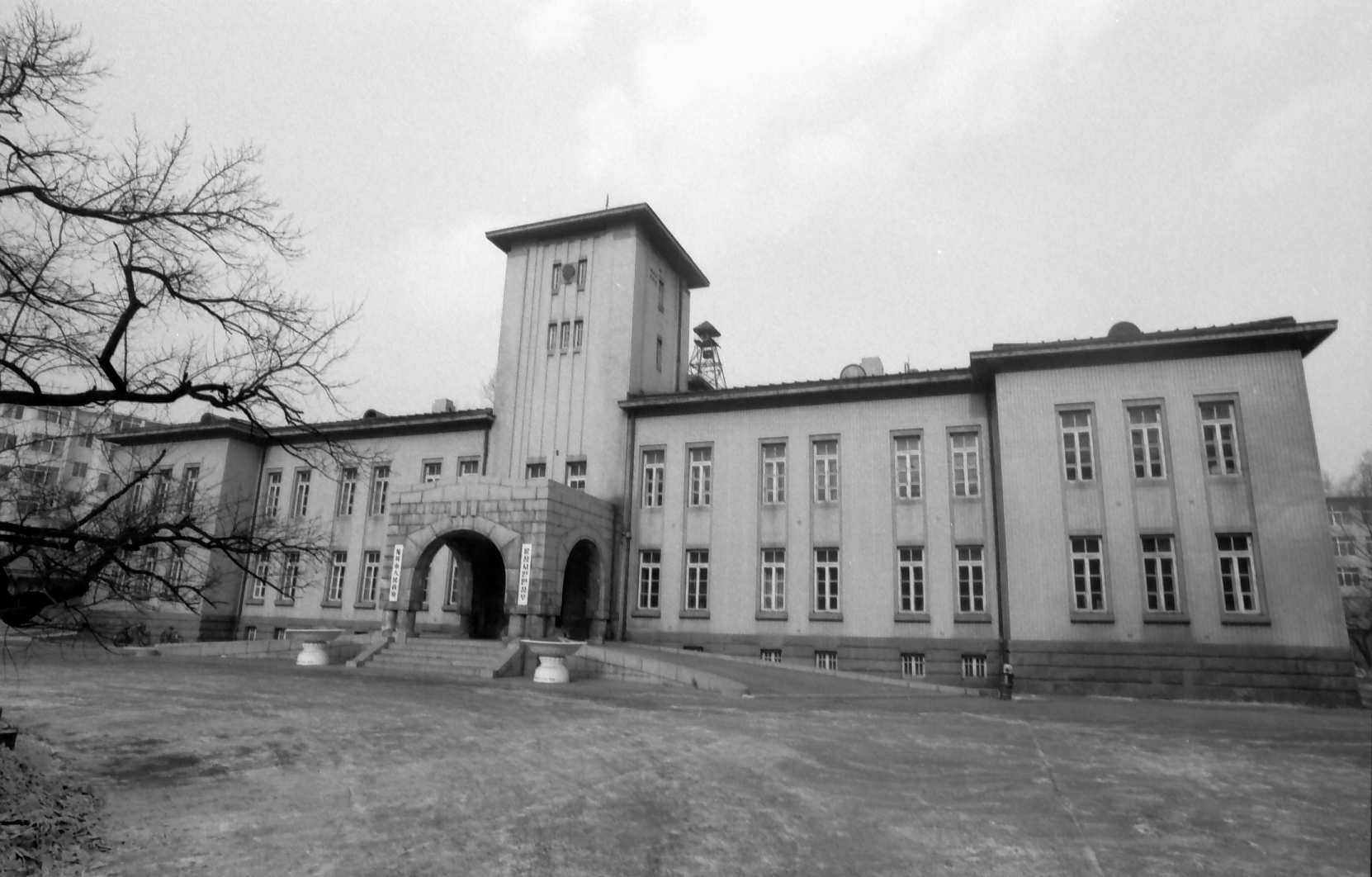
1926年5月に竣工した在間島日本総領事館の建物（旧・龍井市人民政府庁舎）

在間島日本総領事館（ざいかんとうにほんそうりょうじかん、英語: Consulate-General of Japan in Jiandao）は、1909年9月4日に日本と清朝との間で結ばれた間島協約により、同年11月2日、清の延吉県龍井村（現在の中華人民共和国吉林省延辺朝鮮族自治州龍井市）に設置された日本の領事館。1938年に閉鎖された。

## 沿革
日本は、間島協約で清の間島領有権を認める一方、朝鮮人の間島での居住権、間島総領事館を龍井に開設（および分館を他に3箇所）して警察官を駐在させる権利、吉林と朝鮮の会寧を結ぶ鉄道の敷設権を手に入れた。これに基づき、1909年に設置された。

### 前史
1906年5月1日に、日本は清の安東（現・丹東）に領事館を開設した。翌6月1日には奉天（現・瀋陽）に総領事館を開館する。このあと、11月15日には奉天総領事館の新民府分館と長春分館を、翌1907年3月10日には吉林に領事館を開設するなど、短期間に複数の在外公館を設置した。
吉林領事館開設と前後して朝鮮駐箚軍司令部付の斉藤季治郎中佐が京城（現・ソウル特別市）に到着し、4月に間島各地を視察した。
1907年8月19日、日本は延吉県龍井村に韓国統監府臨時間島派出所を設置した。派出所長には斉藤季治郎が任命される。局子街・頭道溝など6か所に分遣所を置き、憲兵と警察官を配属した。派遣されたは憲兵46名、巡検（警察官）10名だった。
日本は清に対し、「該地居住ノ韓国臣民ハ其数已ニ十余万ニ達シ彼等ハ馬賊其他無頼ノ徒ノ凌虐ヲ受ケ生命財産ノ安固ヲ保ツ能ハス韓国政府ニ向ツテ保護ヲ乞フ事切」なので、「今ヤ韓国ノ対外関係及韓国臣民ノ保護ニ任スルハ帝国政府ノ責務」として、「韓国ノ懇請」に応えて統監府吏員を派遣すると通告した
10月上旬、韓国統監府臨時間島派出所は会寧、六道溝（龍井）間に里程標を建てる。だが、1908年3月9日に督辦吉林辺務大臣の呉禄貞が統監府派出所が建てた里程標を抜き去り、派出所はこれに抗議した。

### 領事館開設
1909年11月1日、韓国統監府臨時間島派出所を廃止し、その翌日に間島日本総領事館が龍井に設置された。鈴木要太郎が代理総領事。初代総領事は永滝久吉。また間島日本総領事館分館を局子街（現・延吉）に、11月9日に間島総領事館頭道溝分館を設置した。1910年2月には百草溝に間島日本総領事館出張所が置かれた。2018年現在、頭道溝消防署の裏に朽ち果てた頭道溝日本領事館分館を見ることが出来る。

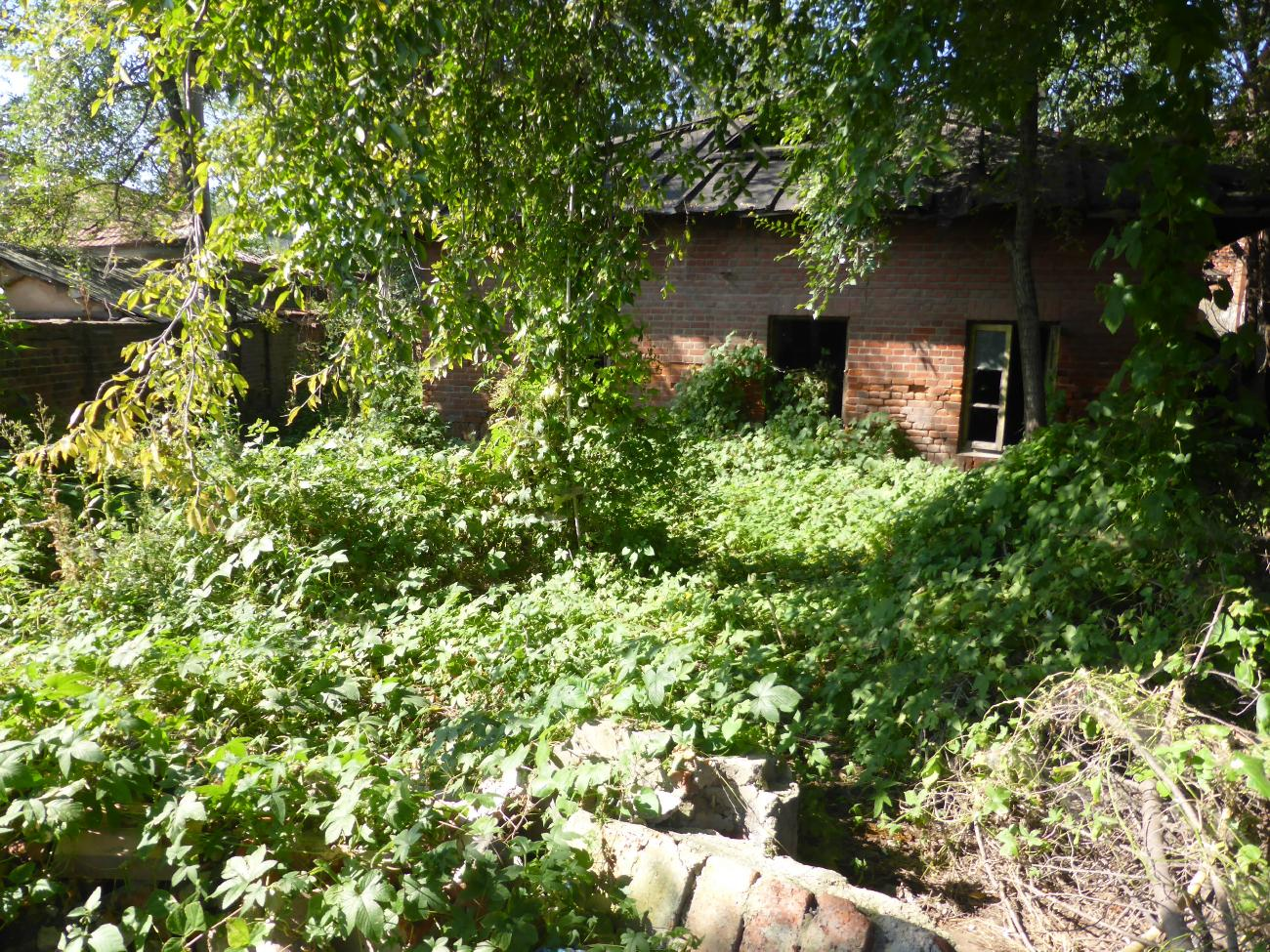
頭道溝日本領事館分館
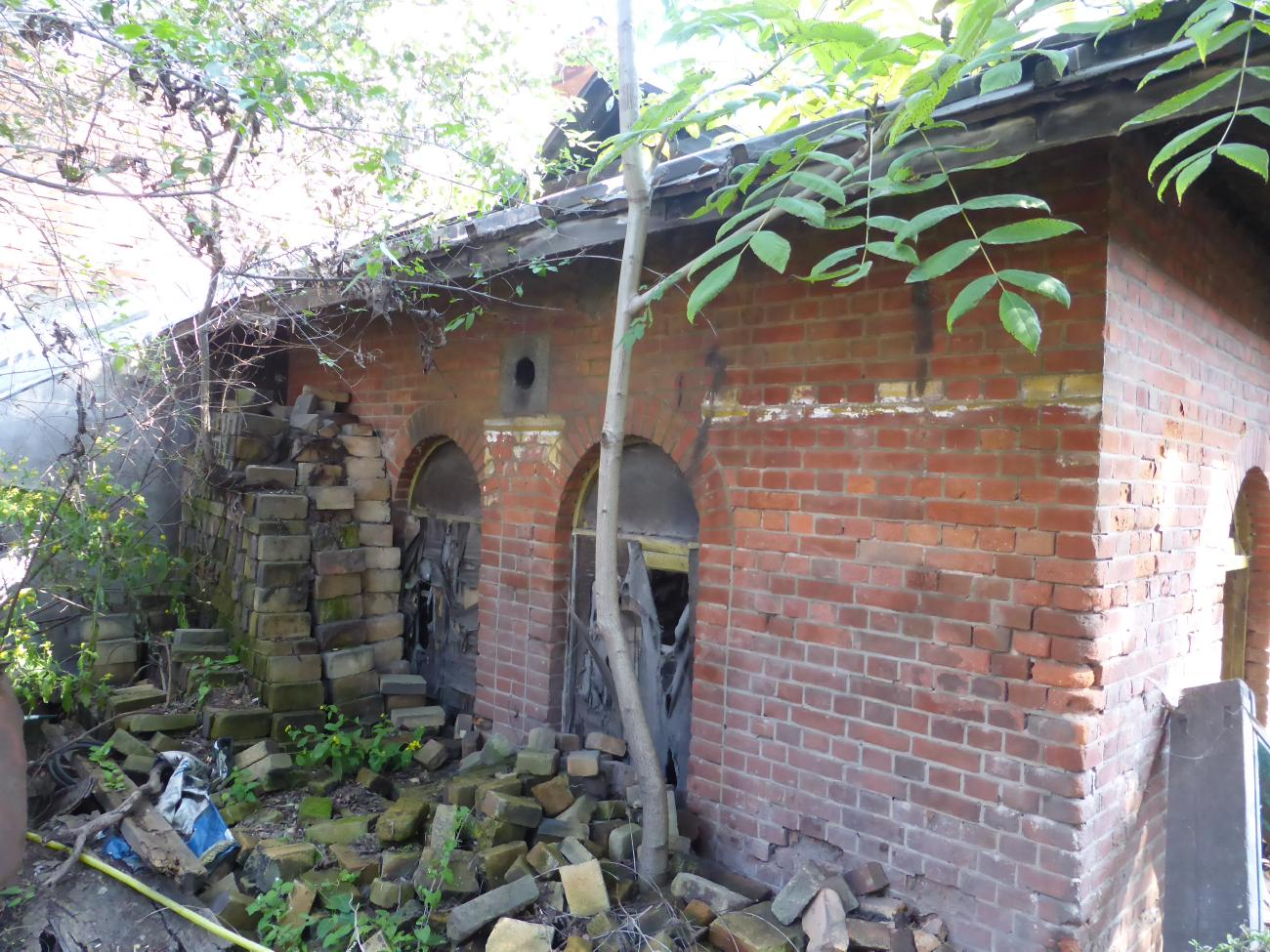
アーチ状の窓
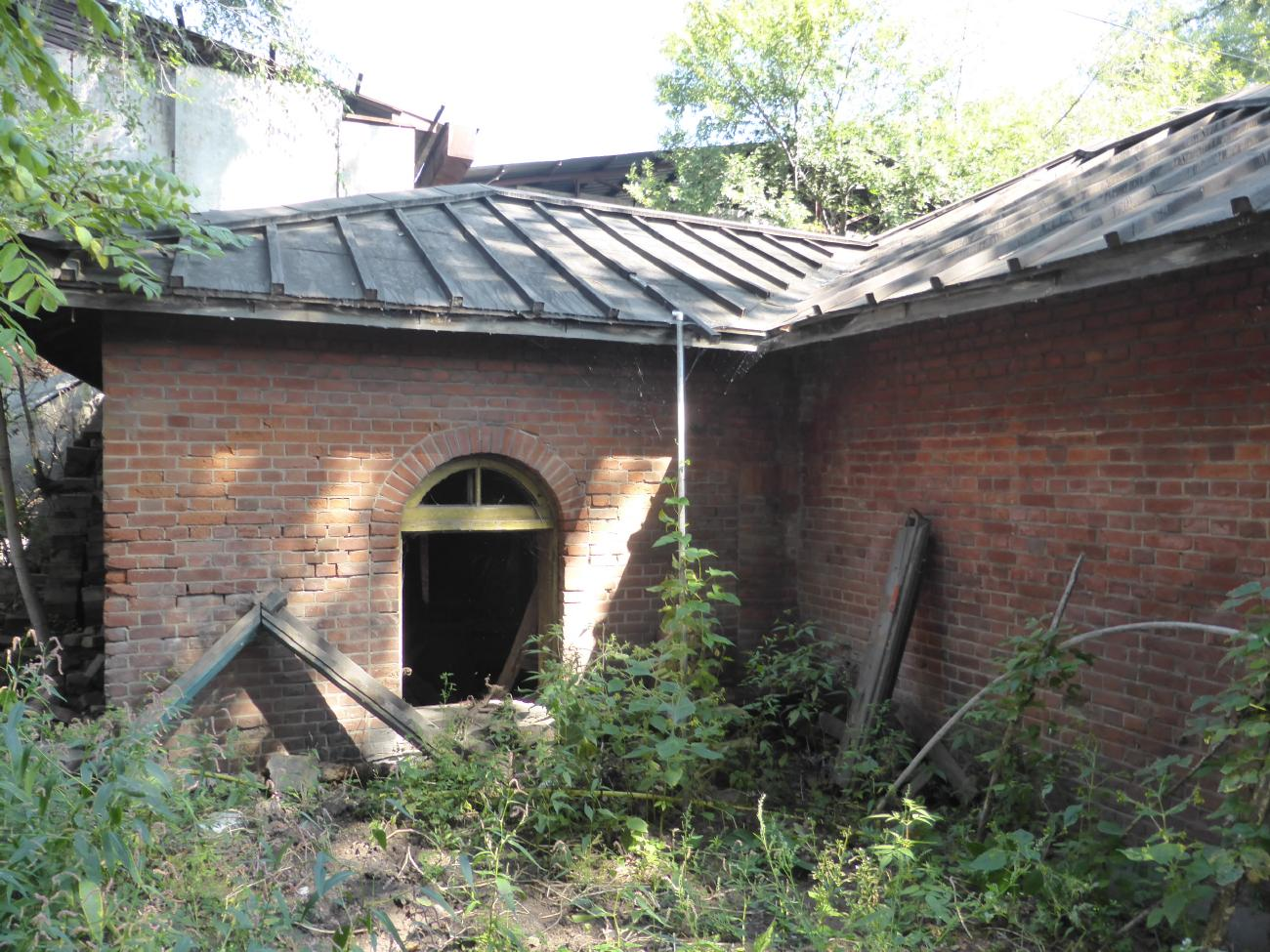
屋根は日本風

### 領事裁判権
日清間の協約で、間島在住の朝鮮人の裁判権は、日本側が持つことになった。1910年4月5日、明治43年法律第40号「間島に於ける領事官の裁判に関する法律」が公布・施行される。それまで、間島における裁判の管轄権は韓国統監府裁判所が保有していた。この法律は日韓併合後の1911年3月に、些少な語句の変更のみで明治44年法律第51号「間島における領事官の裁判に関する件」に改正された。これらの中では、間島在住の朝鮮人については、「必要と認められる場合」に被疑者を朝鮮に移すことができ、その場合は朝鮮総督府地方裁判所が裁判権を持つと規定されていた。
1911年5月9日深夜、総領事館と90戸以上の日本人住宅で火災が起きた。
1916年1月16日、朝鮮総督府裁判所令改正により、日本間島総領事館管轄の裁判を咸興地方法院と京城覆審法院へ移管する。
1919年の三・一運動に際しては、間島で独立運動首謀者を検挙した場合、身柄を朝鮮に送ることが領事館や朝鮮総督府、外務省の間で合意されていた。5月、鈴木要太郎・間島総領事は朝鮮軍の間島派遣を要請した。5月5日、領事館は放火で一部を焼失した。

### 閉鎖まで
1920年10月2日、第2次琿春事件（間島事件）が起き、中国人の馬賊が琿春の日本領事館を破壊し、日本人13人と朝鮮人7人を射殺した。
1922年6月28日には、朝鮮人独立運動家が間島頭道溝の日本領事館分館を破壊して独立運動家を脱走させる（頭道溝事件）。日本人2名が死亡し、3名が重傷を負った。7月12日に日本は警官300名を派遣する。9月、北京政府の外交部は、間島における日本の警察力拡大に抗議するなど、緊張が高まった。
1922年11月27日、龍井の間島日本総領事館で火災が発生する。このため、総領事館が再建され、1926年5月に竣工した（現在は龍井市人民政府の庁舎）。
1927年から1930年には、治安維持法によって朝鮮共産党関係者を検挙する「間島共産党事件」が五度にわたって起きた。1930年12月、間島領事館は警官を45名に増員した。
1932年に日本の関東軍によって満州国が建国されると、間島の地位は新たな局面を迎えた。第5次間島共産党事件（間島共産党暴動）に際して、朝鮮側の司法に不信感を持っていた領事館は、残存していた間島の治外法権を将来は撤廃すべきだとも主張した。
1934年12月、満州国政府は、吉林省に属していた延吉県、汪清県、和龍県、琿春県の４県に奉天省に属していた安図県を加え間島省を創設。図們市は延吉県から分離独立し、図們に間島日本領事館分館が新設された。
1937年、間島に対する治外法権が撤廃される。1938年3月11日、間島日本総領事館のほか、通化、敦化、図們の各分館を閉鎖し、在間島日本総領事館延吉分館を領事館に昇格させた。これにより、間島日本総領事館は開設から29年で閉鎖された。

## 民間説話
龍井の日本総領事館を巡っては、中国朝鮮族の民間説話として「牛の皮一枚」伝説が知られている。日本領事が清の長官に対し、領事館を建てるために牛の皮一枚分の土地を求め、長官がわずかな土地と思ってそれを認めると、日本人は牛の皮を細く切った革紐にして広い土地を囲い込み豪壮な総領事館を建てたというものである。これはカルタゴの建国神話と同類の伝説であり、ヨーロッパだけでなく、フィリピン、台湾、中国、日本など世界中に類話が見られる。

## ギャラリー

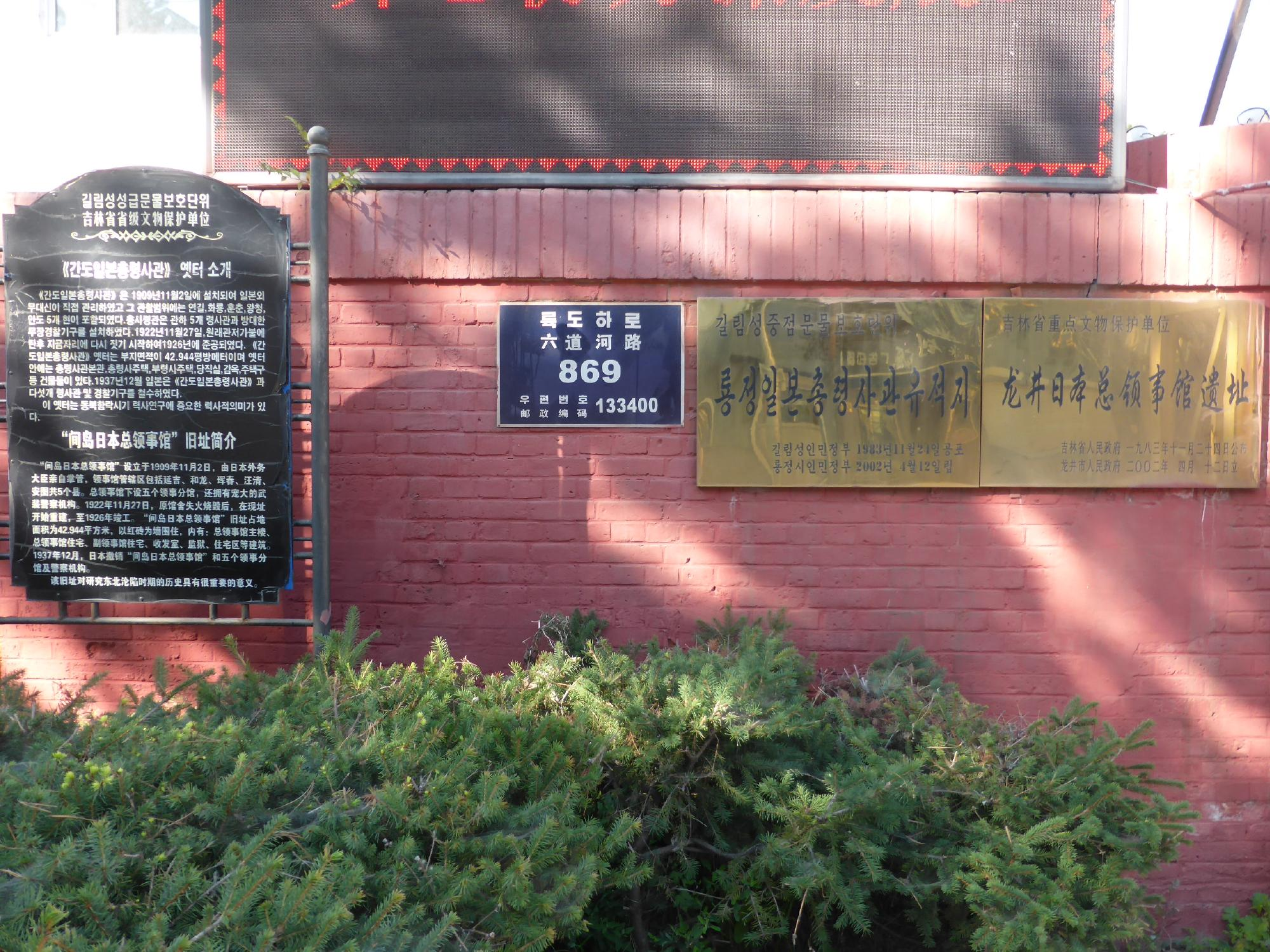
間島日本領事館跡地の紹介
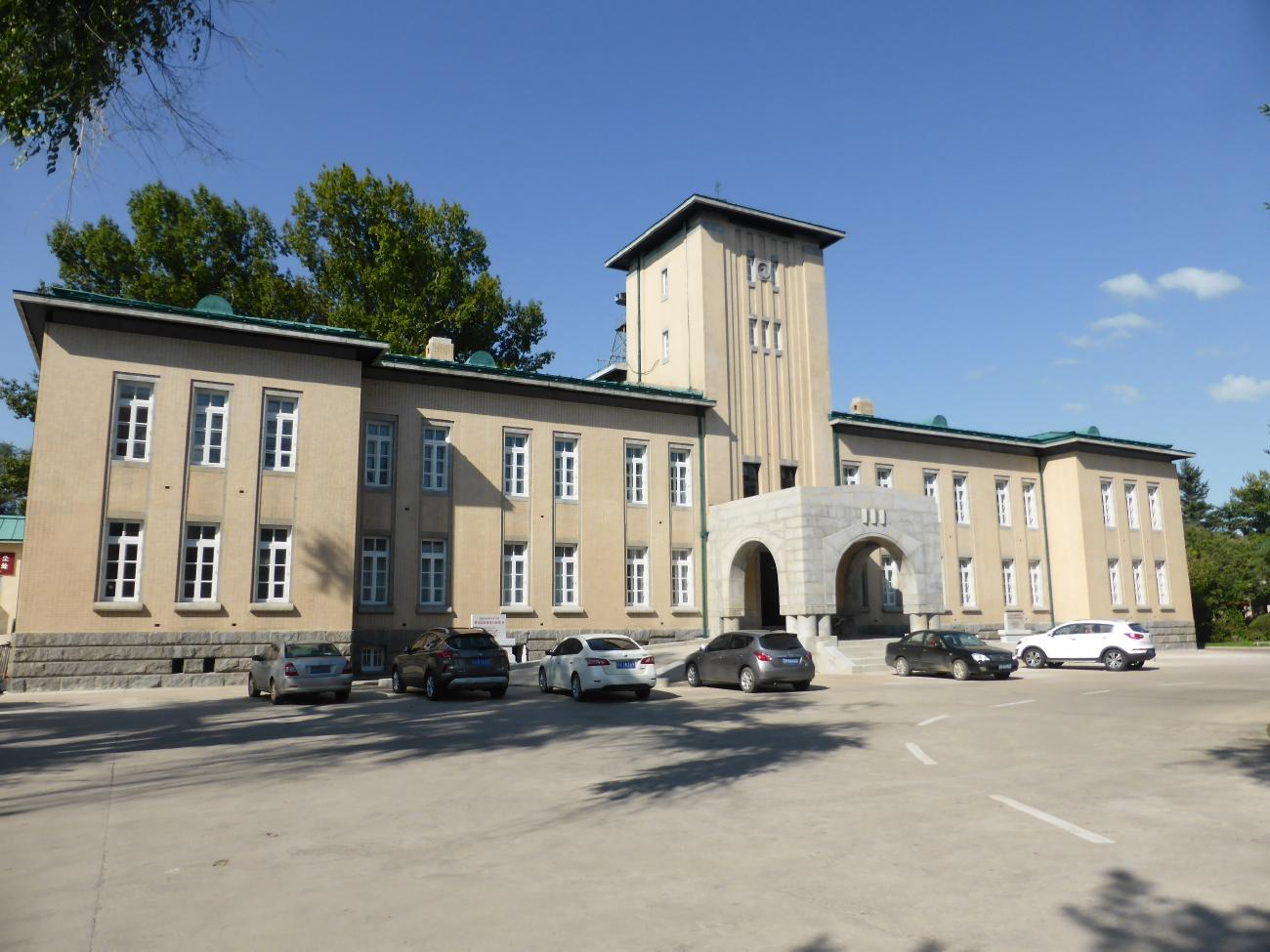
旧間島総領事館
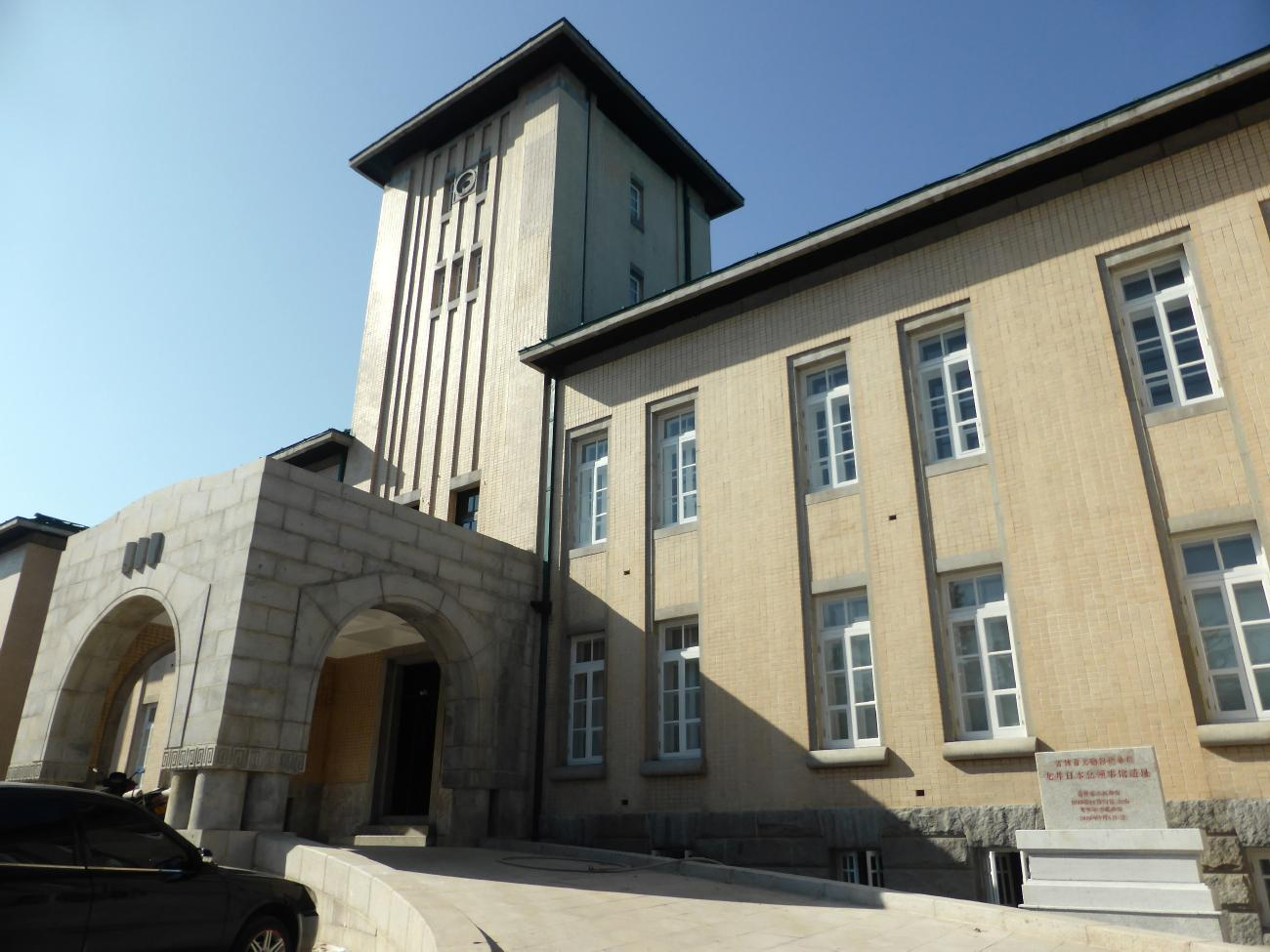
旧間島総領事館の中央に塔を頂く
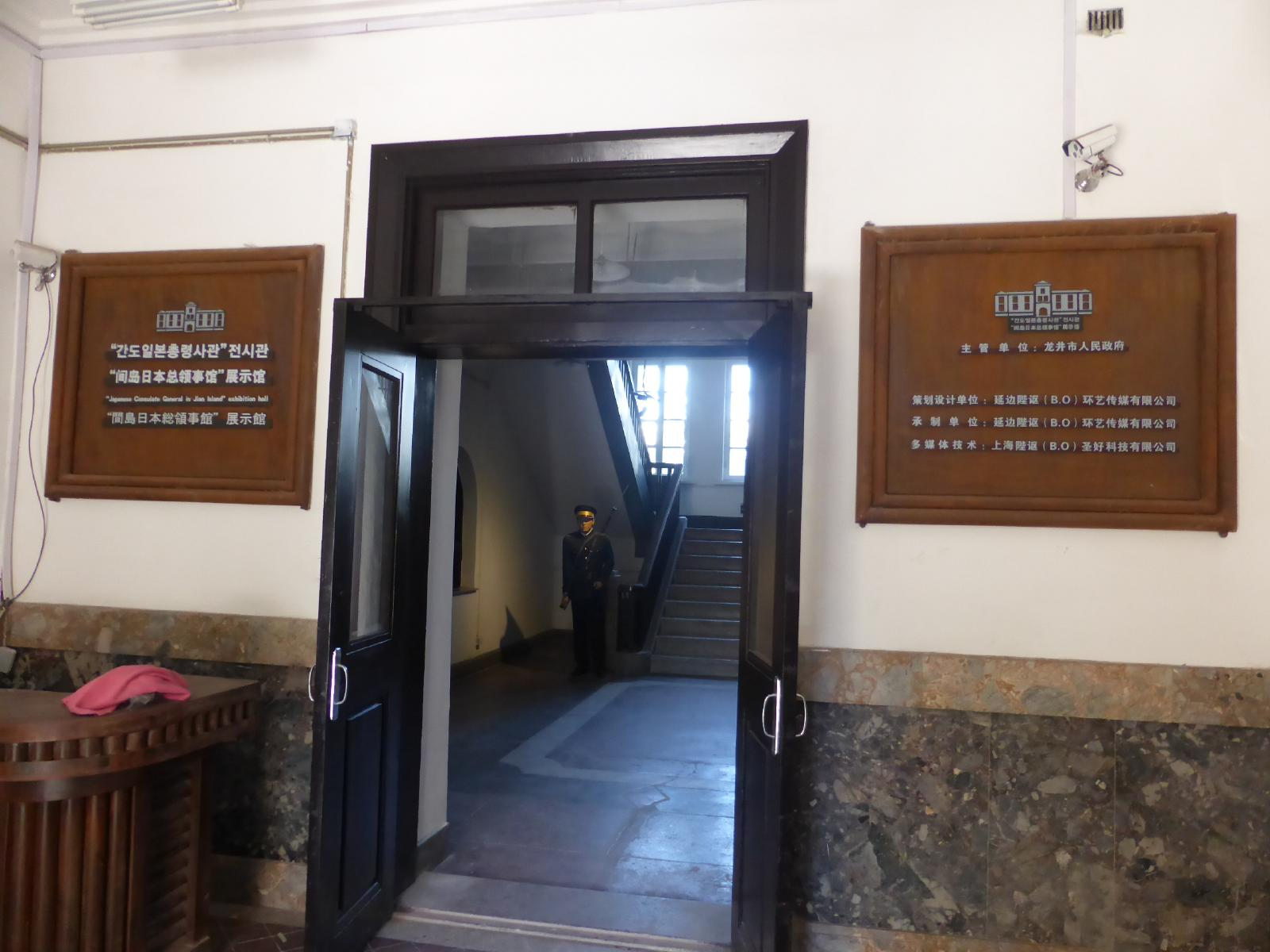
間島日本領事館展示館
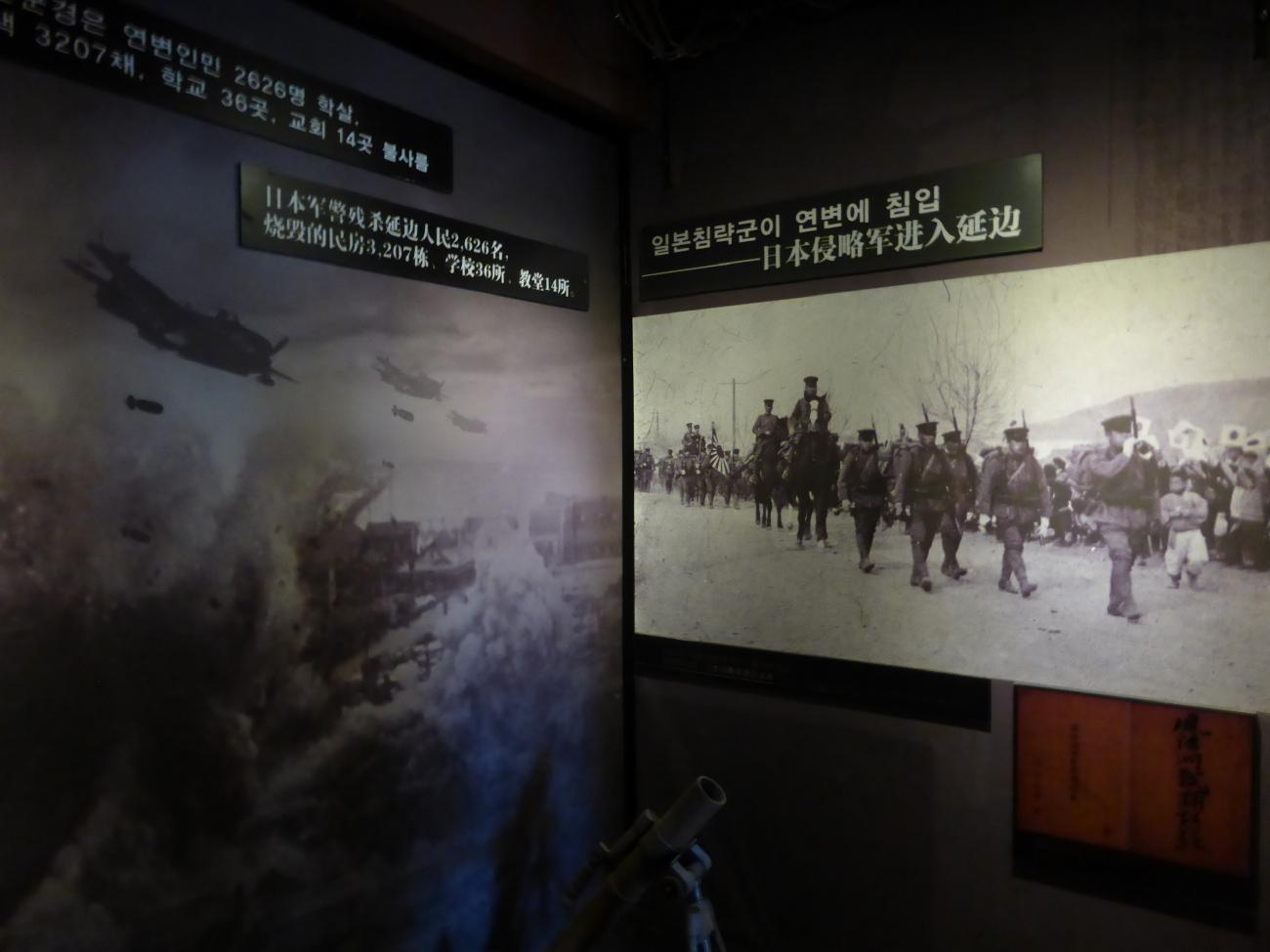
延辺で治安維持にあたる日本軍など各種写真
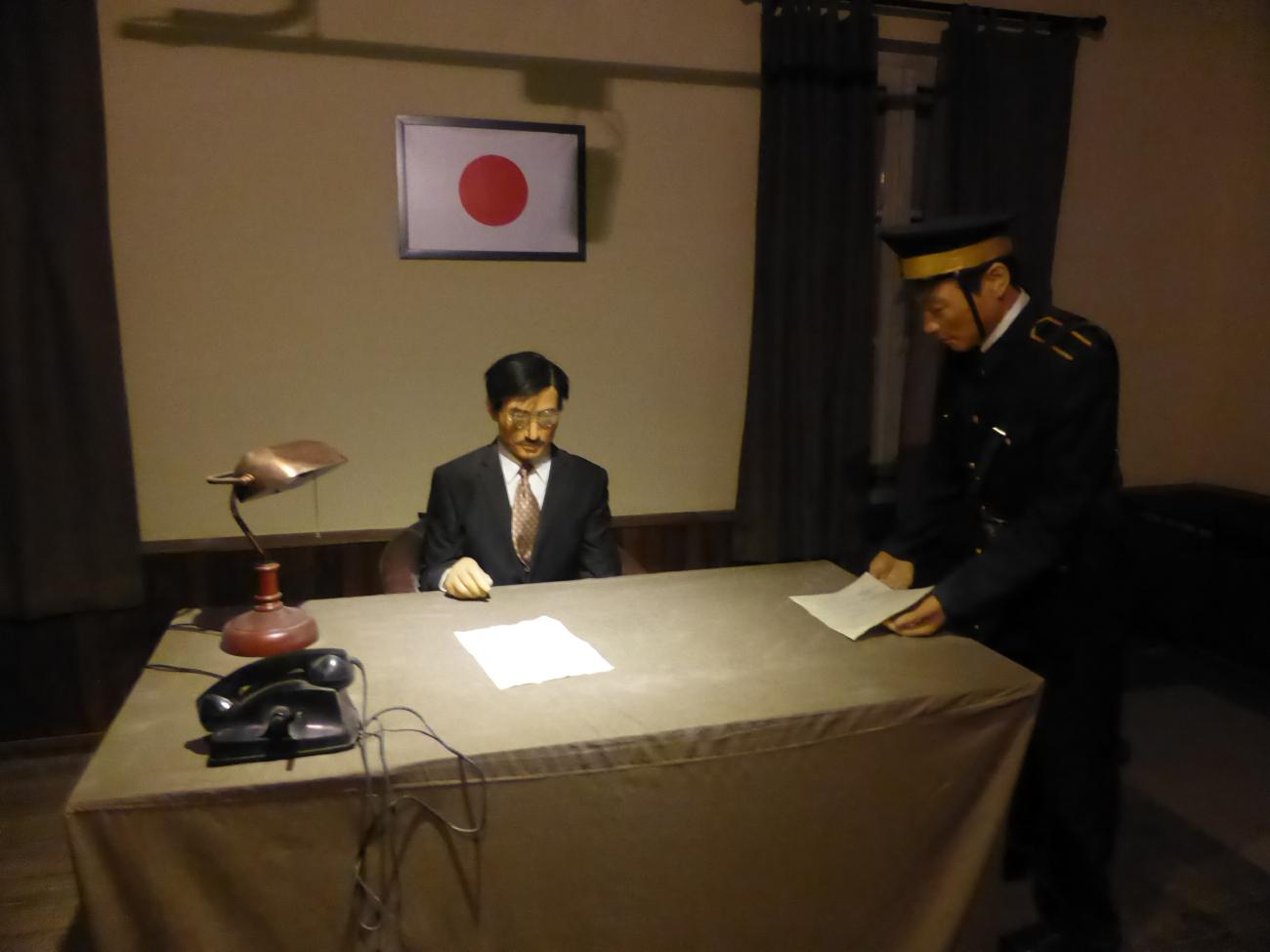
警察から報告を受ける領事部の幹部
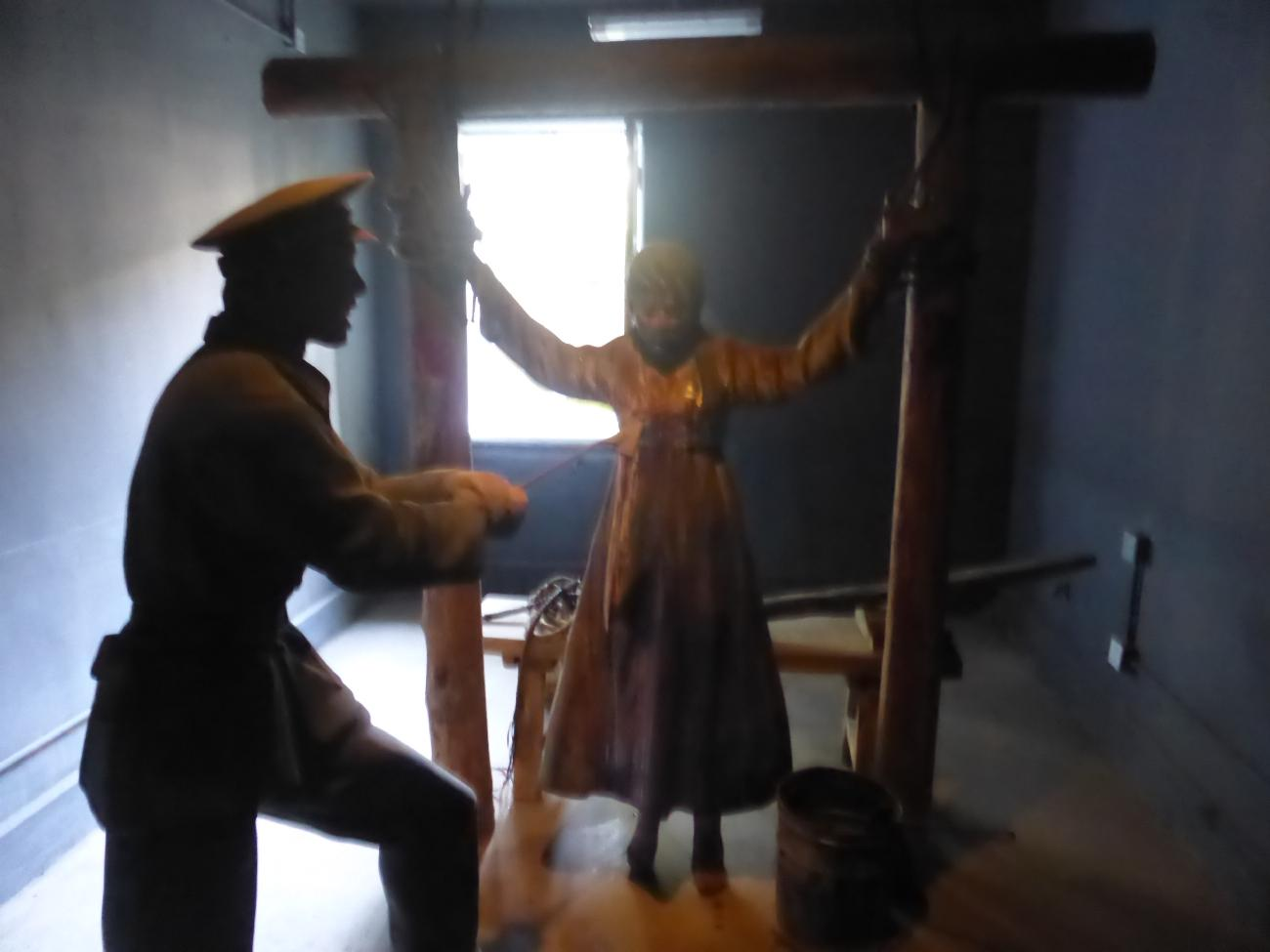
少女に拷問を加える日本人
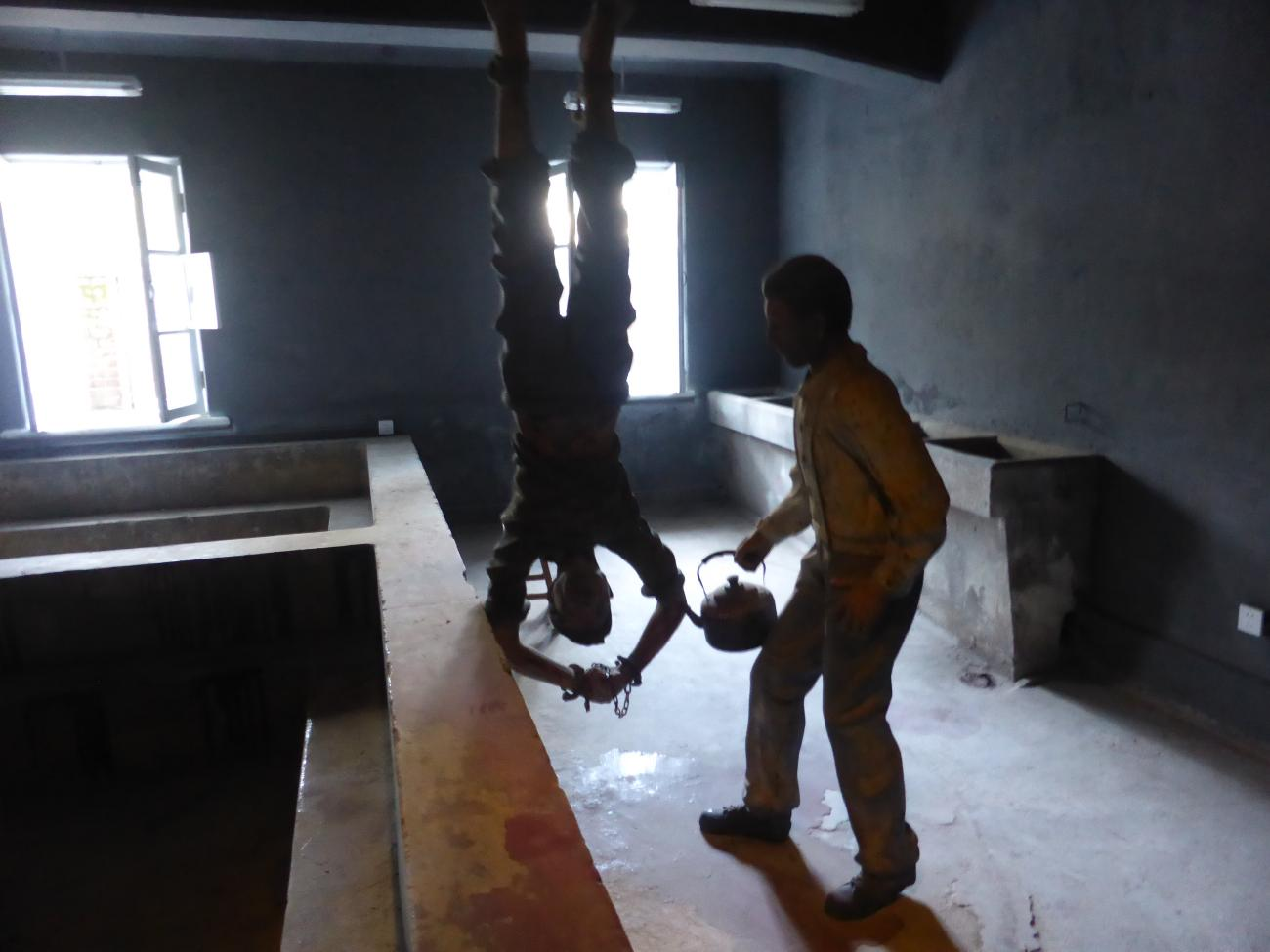
水責めをする日本人